# Опсада Београда (1739)
Опсада Београда, током Аустријско-турског рата (1737–1739), трајала је од 29. јула до 1. септембра 1739. године. Завршена је турским заузећем града у коме је две недеље касније потписан мир којим је окончан рат.

## Увод
Аустријанци су током Аустријско-турског рата (1716-1718) заузели Београд 1717. године. Данашња српска престоница одређена је за центар новоформиране Београдске администрације, односно престоницу Краљевине Србије. Предаја Београда озваничена је Пожаревачким миром којим је окончан рат Аустрије и Турске са једне и рат Турске и Млетачке републике са друге стране. Поред Краљевине Србије, бечке власти формирале су и тзв. Тамишки Банат, који је остао у саставу монархије и након наредног рата. Године 1737. избија нови рат између Аустрије и Турске. На страни Аустријанаца ратовали су и Руси. Међутим, поразом у две велике битке, код Бања Луке и Гроцке, Аустријанци прелазе у дефанзиву.

## Опсада
Након аустријског пораза код Гроцке (23. јул 1739), трупе великог везира Мухамед-паше продиру преко Вишњице и опседају Београд са југа. Опсада је отпочела 29. јула. Трупе сераскера Тос Мухамед-паше продиру преко Баната до редута на десној обали Дунава. Аустријанци су у међувремену понудили примирје. Султан је прихватио преговоре и наредио Мухамед-паши да са непријатељем закључи мир. Међутим, велики везир је искористио слабост непријатеља да заузме Београд, пре него што отпочну преговори о миру. Затражио је од генерала Сукова, аустријског команданта Београда, да му без одлагања преда град и тврђаву, уз обећање да ће њему и његовој војсци обезбедити безбедан пут до Будима. Суков је захтев одбио, те је велики везир приступио опсадним радњама и бомбардовању града. Главни командант аустријске војске приликом опсаде Београда био је фелдмаршал Оливер Валис. Он је наредио да се топови извуку из тврђаве и пребаце у Петроварадин. Отпочео је преговоре 20. августа, а следећег дана пребацио је део војске на леву обалу Саве у логор код Сурчина. Дана 23. августа поставио је генерала Карла Шметауа за команданта Београда. Међутим, није га обавестио о почетку преговора о миру. Мухамед-паша је за то време изградио испред београдског зида прву и другу паралелу, бомбардовао Београд и подигао мост преко Саве за прелазак турске војске у Срем. У Београду се под командом Шметауа налазило 13.700 пешака и артиљераца, 250 коњаника и око 300 топова. На Дунаву се налазило 8 бродова. Део снага пребачен је 29. августа на леву обалу Дунава, у рејон редута код Борче, где су Турци одбачени. Међутим, већ 1. септембра 1739. године опуномоћеник генерала Валиса, Вилхелм Најперг и Мухамед-паша потписују прелиминарни споразум о предаји Београда Турцима. Турци су 4. септембра запосели Виртембершку капију и Александрову касарну, а цео Београд тек 7. јула 1740. године, због рушења која су по уговору имали да заврше Аустријанци.

## Последице
Управо у Београду је 18. септембра 1739. године закључен мир којим је завршен Аустријско-турски рат (1737-1739). Аустријанци су Београдским миром изгубили територије јужно од Саве и Дунава, чиме су потиснути са Балканског полуострва. Тиме су изгубљене тековине победе у рату (1716-1718) и територије задобијене Пожаревачким миром. Аустријанци задржавају Тамишки Банат, али морали су да поруше и евакуишу све тврђаве које су саградили у међуратном периоду. Исто је важило и за београдску тврђаву, чије је рушење окончано тек јула 1740. године, када Турци и улазе у град. Турци су потом око вароши изградили земљани бедем и оградили га палисадама, у виду бастионских фронтова са 5 капија (Смедереска, Видин, Стамбол, Шабачка и Бањалучка капија). Београд ће остати у рукама Турака све до 1789. године.